# Norman Garbett
Norman Garbett (ur. 27 lutego 2004 w Londynie) – nowozelandzko - francuski piłkarz, występujący na pozycji napastnika we włoskim klubie Potenza Calcio oraz w reprezentacji Nowej Zelandii U-20.

## Kariera
Na podstawie:
| Klub               | Miasto  | Debiut                                                   | Sukcesy | Mecze w międzynarodowych pucharach |
| ------------------ | ------- | -------------------------------------------------------- | ------- | ---------------------------------- |
| Western Suburbs FC | Porirua | 28 marca 2021 Western Suburbs FC 1:1 Lower Hutt City AFC | –       | –                                  |
| Potenza Calcio     | Potenza | –                                                        | –       | –                                  |

## Statystyki

### Klubowe[2][3]
(aktualne na dzień 25 maja 2023)
| Klub               | Sezon   | Liga                                                  | Liga  | Liga   | Puchar krajowy | Puchar krajowy | Kontynentalne | Kontynentalne | Suma  | Suma   |
| Klub               | Sezon   | Liga                                                  | Mecze | Bramki | Mecze          | Bramki         | Mecze         | Bramki        | Mecze | Bramki |
| ------------------ | ------- | ----------------------------------------------------- | ----- | ------ | -------------- | -------------- | ------------- | ------------- | ----- | ------ |
| Western Suburbs FC | 2021    | New Zealand Central LeagueNew Zealand National League | 7     | 0      | 0              | 0              | –             | –             | 7     | 0      |
| Western Suburbs FC | 2022    | New Zealand Central LeagueNew Zealand National League | 11    | 1      | 0              | 0              | –             | –             | 11    | 1      |
| Potenza Calcio     | 2023    | Serie C                                               | 0     | 0      | 0              | 0              | –             | –             | 0     | 0      |
|                    | Łącznie | Łącznie                                               | 18    | 1      | 0              | 0              | 0             | 0             | 18    | 1      |

### Reprezentacyjne[4]
(aktualne na dzień 25 maja 2023)
Zawodnik nie rozegrał jeszcze żadnego meczu w kadrze seniorskiej. Statystyki pochodzą z meczów reprezentacji U-20.
| Występy i gole w reprezentacji U-20 | Występy i gole w reprezentacji U-20 | Występy i gole w reprezentacji U-20 | Występy i gole w reprezentacji U-20 | Występy i gole w reprezentacji U-20 | Występy i gole w reprezentacji U-20 | Występy i gole w reprezentacji U-20 | Występy i gole w reprezentacji U-20 | Występy i gole w reprezentacji U-20         |
| Lp.                                 | Data                                | Miasto                              | Przeciwnik                          | Wynik                               | Czas                                | Gole                                | Inne                                | Rozgrywki                                   |
| ----------------------------------- | ----------------------------------- | ----------------------------------- | ----------------------------------- | ----------------------------------- | ----------------------------------- | ----------------------------------- | ----------------------------------- | ------------------------------------------- |
| 1.                                  | 20.05.2023                          | Santiago del Estero                 | Gwatemala U-20                      | 0:1 (0:0)                           | 1'–67'                              | 1                                   | żółta kartka                        | Mistrzostwa Świata U-20 w Piłce Nożnej 2023 |
| 2.                                  | 23.05.2023                          | Santiago del Estero                 | Uzbekistan U-20                     | 2:2 (0:2)                           | 1'–63'                              |                                     |                                     | Mistrzostwa Świata U-20 w Piłce Nożnej 2023 |

## Osiągnięcia
Na podstawie:

### Klubowe
(stan na 25 maja 2023)
Brak ważniejszych osiągnięć.

### Reprezentacyjne
(stan na 25 maja 2023)
Brak ważniejszych osiągnięć.